# Nádor de Hungría
El Nádor de Hungría (traducido frecuentemente como Palatino de Hungría) era un cargo en el antiguo Reino de Hungría, el cual era el segundo en importancia después del rey húngaro.

## Historia del término
El cargo de nádor surgió cuando San Esteban I de Hungría fundó el Estado húngaro medieval en el año 1000, y quedó reservado para los nobles de más prestigio e influencia en el reino, frecuentemente allegados a la familia real.
El nádor era igualmente el presidente de la asamblea real, y fue un cargo creado basándose en el occidental Pfalzgraf (en alemán, conde palatino) que existía dentro del Sacro Imperio Romano Germánico. Inicialmente el nádor tenía como misión observar y administrar las residencias de los cortesanos, así como la propia corte del rey. Pronto obtuvo competencias legales de juez, las cuales sobresalían por encima de los demás miembros del poder legislativo en formación.
El primer nádor húngaro del que se tiene registro alguno fue el noble Samuel Aba, quien estuvo en este cargo hasta antes de 1041, y tras el derrocamiento del monarca Pedro Orseolo de Hungría gobernó brevemente como rey húngaro (1041-1044).
Durante la Edad Media, el nádor fue escogido por el monarca, e inclusive la reina consorte y su hijo frecuentemente podían tener su propio nádor personal que se ocupase de sus asuntos. Tras la desaparición de la Casa de Árpad en 1301, se produjo un interregno, donde muchos nobles portaron dicho título al mismo tiempo, lo que hasta la actualidad dificulta fijar cuál era el ámbito de influencia de cada uno. Una vez que el pretendiente al trono Carlos I Roberto de Hungría se hizo con la corona, él fijó su único nádor, y el cargo continuó su función regular.
A consecuencia de la trágica derrota de los húngaros ante los turcos en la batalla de Mohács en 1526, la corona terminó en manos de Fernando I de Habsburgo. Puesto que la situación era en extremo hostil dentro de las fronteras húngaras por la enorme presencia turca otomana en gran parte del reino, la sede real de Hungría fue trasladada lejos de la ciudad de Buda. Si bien los nobles húngaros continuaron eligiendo al nádor, su autoridad se vio muy disminuida ante la figura de los reyes Habsburgo, que emitían leyes y decretos generalmente sin consultar o notificar a las autoridades húngaras.
Dos siglos más tarde, tras la intensificación de la influencia de poder de los austríacos sobre el reino húngaro, el cargo de Nádor o Palatino de Hungría fue ocupado a menudo incluso por miembros de la propia familia real Habsburgo. El último nádor húngaro fue el Archiduque Esteban de Austria, hijo de José Antonio de Austria, el cual renunció a su cargo durante la revolución húngara de 1848, acabándose con esto el monopolio de los Habsburgo sobre este cargo.

## Competencias del nádor
Eran competencias del nádor:
1. Ante la elección del rey de Hungría, el nádor tiene la primera palabra,
2. Durante la minoría de edad del rey, el nádor es su tutor y cuidador,
3. Ante la ausencia o indisposición del rey, el nádor puede convocar a la asamblea real nacional,
4. En caso de alzamiento de nobles contra el rey (insurrectio), el nádor es el capitán general del reino,
5. Debe equilibrar las desavenencias entre los soldados húngaros,
6. El nádor es un intermediario entre el rey húngaro y cualquier desavenencia que pueda surgir en el reino,
7. En caso de que el monarca húngaro no escuche a los consejeros reales, sea por debilidad mental o descuido, el nádor sí lo hará y responderá ante ellos,
8. El nádor llevará ante el rey las quejas de aquellos a los que el monarca les ha otorgado algo,
9. El nádor es el principal juez del reino sólo detrás del rey,
10. En la ausencia del rey, el nádor es el regente del reino,
11. El nádor es el juez y capitán general de los cumanos que viven en Hungría, y por esto recibirá de ellos 3000 piezas de oro anuales,
12. El nádor es el juez de Dalmacia, puesto que le corresponde el ingreso de ciertas islas dálmatas.

## Lista de nádores de Hungría

### Casa de Árpad(s. XI-1301)
| Nombre                                       | Periodo de gobierno                                         | Rey bajo el cual gobernó                  | Observaciones                                                                     |
| -------------------------------------------- | ----------------------------------------------------------- | ----------------------------------------- | --------------------------------------------------------------------------------- |
| Samuel Aba                                   | Antes de 1041                                               | San Esteban I                             | Samuel Aba fue posteriormente también rey de Hungría (1041-1044)                  |
| Zache                                        | alrededor de 1055                                           | Andrés I                                  | Su nombre aparece registrado en el documento de fundación de la abadía de Tihany. |
| Radó                                         | cerca de 1057                                               | Andrés I                                  |                                                                                   |
| Ottó                                         | Cerca de 1066                                               | Salomón                                   | Győr nembeli                                                                      |
| Radván                                       | Cerca de 1067                                               | Salomón                                   |                                                                                   |
| Julio (Gyula)                                | 1075-1091 (?)                                               | Geza I, San Ladislao I (?)                |                                                                                   |
| Pedro (Péter)                                | 1091                                                        | San Ladislao I                            |                                                                                   |
| Julio (Gyula)                                | 1094                                                        | San Ladislao I                            |                                                                                   |
| Juan (János)                                 | 1108-1113                                                   | Colomán                                   | Hijo de Uros                                                                      |
| Fancsal                                      | 1131(?)-1138                                                | Bela II                                   | Bozeta fia                                                                        |
| Belos Vukanović                              | 1146-1157                                                   | Geza II                                   |                                                                                   |
| Henrik                                       | 1162-1163                                                   | Esteban III                               | De la familia Héder                                                               |
| Tomás                                        | 1163                                                        | Esteban IV                                | De la familia Héder                                                               |
| Ampud                                        | 1165-1174                                                   | Esteban III, Bela III                     |                                                                                   |
| Farkas                                       | 1177(?)-1183                                                | Bela III                                  | De la familia Bikács                                                              |
| Dionisio (Dénes)                             | 1184                                                        | Bela III                                  |                                                                                   |
| Tomás                                        | 1185-1186                                                   | Bela III                                  |                                                                                   |
| Mog                                          | 1192-1193, 1198-1199, 1206                                  | Bela III, Emerico, Andrés II              |                                                                                   |
| Ézsau                                        | 1197-1198                                                   | Emerico                                   |                                                                                   |
| Mika                                         | 1199-1201                                                   | Emerico                                   | De la familia Ják                                                                 |
| Benedek                                      | 1202-1204                                                   | Emerico                                   |                                                                                   |
| Nicolás (Miklós)                             | 1205                                                        | Ladislao III                              |                                                                                   |
| Csépán                                       | 1206-1209                                                   | Andrés II                                 |                                                                                   |
| Both (o) vagy Poth (De la familia Hédervári) | 1209-1212                                                   | Andrés II                                 | De la familia Győr                                                                |
| Bánk bán                                     | 1212-1213                                                   | Andrés II                                 | De la familia Bór-Kalán                                                           |
| Nicolás (Miklós)                             | 1213-1214, 1219-1222, 1226                                  | Andrés II                                 | De la familia Szák                                                                |
| Gyula                                        | 1215-1217, 1222-1226                                        | Andrés II                                 | De la familia Kán                                                                 |
| Tódor                                        | 1222                                                        | Andrés II                                 | De la familia Csanád                                                              |
| Dionisio (Dénes)                             | 1227-1229, 1231-1234                                        | Andrés II                                 | Hijo de Apod                                                                      |
| Mojs                                         | 1229-1230                                                   | Andrés II                                 | Hijo de Apod                                                                      |
| Dionisio (Dénes)                             | 1235-1241                                                   | Bela IV                                   | De la familia Tomaj                                                               |
| Arnold                                       | 1242                                                        | Bela IV                                   | De la familia Buzád-Hahót                                                         |
| Ladislao                                     | 1242-1245                                                   | Bela IV                                   | De la familia Kán                                                                 |
| Dionisio (Dénes)                             | 1245-1246, 1248                                             | Bela IV                                   | De la familia Türje                                                               |
| Esteban Gutkeled                             | 1246-1248                                                   | Bela IV                                   | De la familia Gut-Keled                                                           |
| Lóránd                                       | 1248-1261, 1272-1273, 1274-1275                             | Bela IV, Esteban V, Ladislao IV el cumano | De la familia Rátót                                                               |
| Enrique Kőszegi                              | 1261-1267                                                   | Bela IV                                   | De la familia Héder                                                               |
| Dionisio (Dénes)                             | 1263, 1273-1274, 1277-1278                                  | Bela IV, Ladislao IV el cumano            | De la familia Pécz, En 1263 pasó a ser Nádor del joven rey Esteban V              |
| Domonkos                                     | 1266                                                        | Bela IV                                   | De la familia Csák, Nádor del joven rey Esteban V                                 |
| Benedek                                      | 1268                                                        | Bela IV                                   | Hijo de Tombold, Nádor del joven rey Esteban V                                    |
| Lőrinc                                       | 1267-1270,1272, 1273                                        | Bela IV, Esteban V, Ladislao IV el cumano | Hijo de Kemény                                                                    |
| Mojs                                         | 1270-1272                                                   | Esteban V de Hungría                      |                                                                                   |
| Nicolás Kőszegi                              | 1275, 1276-1277, 1284-1286, 1289-1290, 1291, 1293-1295      | Ladislao IV el cumano, Andrés III         | De la familia Héder, Nádor de „dunántúl” 1289-1290                                |
| Pedro (Péter)                                | 1275-1276, 1277, 1278                                       | Ladislao IV el cumano                     | De la familia Csák                                                                |
| Mateo Csák                                   | 1278-1280, 1282-1284                                        | Ladislao IV el cumano                     | De la familia Csák                                                                |
| Finta Aba                                    | 1280-1281                                                   | Ladislao IV el cumano                     | De la familia Aba                                                                 |
| Ivan Kőszegi                                 | 1281-1282, 1287-1288                                        | Ladislao IV el cumano                     | De la familia Héder                                                               |
| Makján                                       | 1286-1287                                                   | Ladislao IV el cumano                     | De la familia Aba                                                                 |
| Amadeo Aba                                   | 1288-1289, 1290-1291, 1293, 1295-1296, 1297-1298, 1299-1301 | Ladislao IV el cumano, Andrés III         | De la familia Aba                                                                 |
| Rénold                                       | 1289-1290                                                   | Ladislao Iv el cumano                     | De la familia Basztély, Nádor de „dunáninnen”                                     |
| Mizse                                        | 1290                                                        | Ladislao IV el cumano                     | Nádor de „dunáninnen”                                                             |
| Miguel (Mihály)                              | 1291-1293                                                   | Andrés III                                | De la familia Szente-Mágócs                                                       |
| Mateo Csák                                   | 1296-1297                                                   | Andrés III                                | De la familia Csák                                                                |
| Apor                                         | 1298-1299                                                   | Andrés III                                | De la familia Pécz, Nádor de „dunántúl”                                           |
| Lóránd                                       | 1298-1299                                                   | Andrés III                                | De la familia Rátót, Nádor de „dunáninnen”                                        |

### Interregno (1301-1310)
La Casa de Árpad desapareció con Andrés III y sucede un periodo conocido como interregno, donde muchos nobles de gran poder portaron el título de nádor en sus territorios al mismo tiempo.
| Nombre                | Periodo de gobierno | Rey bajo el cual gobernó        | Observaciones       |
| --------------------- | ------------------- | ------------------------------- | ------------------- |
| Mateo Csák            | 1301–1310           | Wenceslao, Otón, Carlos Roberto | De la familia Csák  |
| Ivan Kőszegi          | 1301–1308           | Wenceslao, Otón, Carlos Roberto | De la familia Héder |
| Amadeo Aba            | 1303–1310           | Wenceslao, Otón, Carlos Roberto | De la familia Aba   |
| Esteban               | 1303–1307           | Wenceslao, Otón                 | De la familia Ákos  |
| Lóránd                | 1303–1307           | Wenceslao, Otón                 | De la familia Rátót |
| Apor                  | 1304                | Wenceslao                       | De la familia Pécz  |
| Jacobo Borsa el calvo | 1305–1310           | Otón, Carlos Roberto            | De la familia Borsa |

### Casa de Anjou-Sicilia(1322-1387)
| Nombre          | Periodo de gobierno | Rey bajo el cual gobernó                   | Observaciones          |
| --------------- | ------------------- | ------------------------------------------ | ---------------------- |
| Felipe          | 1322–1327           | Carlos Roberto                             | Drugeth                |
| Juan            | 1328–1333           | Carlos Roberto                             | Drugeth                |
| Guillermo       | 1333–1342           | Carlos Roberto                             | Drugeth                |
| Nicolás         | 1342–1356           | Luis I el Grande                           | Gilétfi                |
| Nicolás         | 1356–1367           | Luis I el Grande                           | Kont                   |
| Emerico I       | 1372–1375           | Luis I el Grande                           | Laczkfi de Simontornya |
| Nicolás Garai V | 1375–1385           | Luis I el Grande hasta 1382, luego María I | Garai                  |
| Nicolás VI      | 1385–1387           | María I                                    | Széchy                 |

### Casas reinantes mixtas (1387-1530)
| Nombre                    | Periodo de gobierno | Rey bajo el cual gobernó                   | Observaciones |
| ------------------------- | ------------------- | ------------------------------------------ | ------------- |
| Esteban Laczkfi V         | 1387–1392           | María I                                    | De Csáktornya |
| Leustacio Ilsvai          | 1392–1397           | María I; Segismundo                        |               |
| Detre Bebek               | 1397–1402           | Segismundo                                 |               |
| Nicolás Garai el joven    | 1402–1433           | Segismundo                                 |               |
| Mateo Pálóczy III         | 1435–1437           | Luxemburgi Zsigmond                        |               |
| Lorenzo Hédervári         | 1437–1447           | Alberto de Habsburgo; Vladislao I Jagellón |               |
| Ladislao Garai III        | 1447–1458           | Ladislao V de Habsburgo                    |               |
| Miguel Ország de Guth III | 1458–1484           | Matías Corvino                             |               |
| Emérico Szapolyai         | 1486–1487           | Matías Corvino                             |               |
| Esteban Szapolyai         | 1492–1499           | Vladislao II Jagellón                      |               |
| Pedro Geréb III           | 1500–1503           | Vladislao II Jagellón                      | De Vingárt    |
| Emerico Perényi III       | 1504–1519           | Vladislao II Jagellón; Luis II Jagellón    |               |
| Esteban Báthory VII       | 1519–1523           | Luis II Jagellón                           |               |
| Esteban Báthory VII       | 1524–1525           | Luis II Jagellón                           |               |
| Esteban Werbőczy          | 1525–1526           | Luis II Jagellón                           |               |
| Esteban Báthory VII       | 1526–1530           | Juan I; Fernando I de Habsburgo            |               |

### Época de las guerras y la ocupación turca en Hungría (1530-1681)
| Nombre                 | Periodo de Gobierno | Rey bajo el cual gobernó                                                                      | Observaciones |
| ---------------------- | ------------------- | --------------------------------------------------------------------------------------------- | ------------- |
| Juan Bánffy IV         | 1530–1533           | Juan I, Fernando I de Habsburgo                                                               | De Alsólindva |
| No hay nádor           | 1533–1554           | Juan I, A partir de 1540 Juan II Fernando I de Habsburgo                                      |               |
| Tomás Nádasdy III      | 1554–1562           | Juan II, (1556 hasta 1559) Isabela Jagellón Fernando I de Habsburgo                           |               |
| No hay nádor           | 1562–1608           | Fernando I de Habsburgo, Desde 1564 Maximiliano de Habsburgo, Desde 1576 Rodolfo de Habsburgo |               |
| Esteban Illésházy      | 1608–1609           | Matías de Habsburgo                                                                           |               |
| Jorge Thurzó           | 1609–1616           | Matías de Habsburgo                                                                           |               |
| Segismundo Forgách     | 1618–1621           | Matías de Habsburgo, Desde 1619 Fernando II de Habsburgo                                      |               |
| Estanislao Thurzó      | 1622–1625           | Fernando II de Habsburgo                                                                      |               |
| Nicolás Esterházy VIII | 1625–1645           | Fernando II de Habsburgo, Desde 1637 Fernando III de Habsburgo                                |               |
| Juan Draskovics V      | 1646–1648           | Fernando III de Habsburgo                                                                     |               |
| Pablo Pálffy III       | 1649–1654           | Fernando III de Habsburgo                                                                     |               |
| Francisco Wesselényi   | 1655–1667           | Fernando III de Habsburgo, Desde 1657 Leopoldo I de Habsburgo                                 |               |
| No hay nádor           | 1667–1681           | Leopoldo I de Habsburgo                                                                       |               |

### Hungría reunificada bajo el poder de los Habsburgo (1681-1848)
| Nombre                          | Periodo de gobierno | Rey bajo el cual gobernó                                                                    | Observaciones                                                                                  |
| ------------------------------- | ------------------- | ------------------------------------------------------------------------------------------- | ---------------------------------------------------------------------------------------------- |
| Pablo Esterházy IV              | 1681–1713           | Leopoldo I de Habsburgo, Desde 1705 José I de Habsburgo, Desde 1711 Carlos III de Habsburgo |                                                                                                |
| Nicolás Pálffy IX               | 1714–1732           | Carlos III de Habsburgo                                                                     |                                                                                                |
| No hay nádor                    | 1732–1741           | Carlos III de Habsburgo, Desde 1740 María Teresa                                            |                                                                                                |
| Juan Pálffy VI                  | 1741–1751           | María Teresa I de Austria                                                                   |                                                                                                |
| Luis Batthyány                  | 1751–1765           | María Teresa                                                                                |                                                                                                |
| Nicolás Esterházy I             | 1765–1780           | María Teresa, Desde1780 José II de Habsburgo-Lorena                                         |                                                                                                |
| Alejandro Leopoldo de Habsburgo | 1790–1795           | Leopoldo II de Habsburgo-Lorena, Desde 1792 Francisco I de Habsburgo-Lorena                 | Casa Habsburgo–Lorena                                                                          |
| José Antonio de Habsburgo       | 1796–1847           | Francisco I de Habsburgo-Lorena, Desde 1835 Fernando V de Habsburgo-Lorena                  | Casa Habsburgo–Lorena                                                                          |
| Esteban de Habsburgo            | 1847–1848           | Fernando V de Habsburgo-Lorena, Desde 1848 Francisco José I de Habsburgo-Lorena             | Casa Habsburgo–Lorena, (Después de la revolución húngara de 1848 el cargo dejó de ser ocupado) |